# Kulltjärnen (Dorotea socken, Lappland)
Kulltjärnen är en sjö i Dorotea kommun i Lappland och ingår i Ångermanälvens huvudavrinningsområde.